# Mexipsyche retronis
Mexipsyche retronis är en nattsländeart som först beskrevs av Li och Tian in Tian, Yang 1996.  Mexipsyche retronis ingår i släktet Mexipsyche och familjen ryssjenattsländor. Inga underarter finns listade i Catalogue of Life.